# The Voice Senior/Staffel 1
Die erste Staffel der Castingshow The Voice Senior wurde vom 23. Dezember 2018 bis 4. Januar 2019 ausgestrahlt. Die Moderation übernahmen Thore Schölermann und Lena Gercke, die bereits gemeinsam seit 2015 The Voice of Germany moderieren. Zur Jury gehörten der Sänger Mark Forster, das Duo Alec Völkel und Sascha Vollmer von der Band The BossHoss, die Sängerin und Schauspielerin Yvonne Catterfeld und der Sänger Sasha.
Gewinner der ersten Staffel wurde Dan Lucas.

## Erste Phase: Die Blind Auditions
Die Teilnehmer für die „Blind Auditions“ der ersten Staffel wurden in so genannten „Scoutings“ ausgewählt, die im Februar und März 2018 stattfanden. Diese Castings wurden nicht im Fernsehen gesendet. Die ersten beiden Folgen der „Blind Auditions“ wurden am 16. Juli 2018 im Studio Adlershof in Berlin aufgezeichnet und in zwei Fernsehsendungen am 23. Dezember und 28. Dezember 2018 auf Sat.1 ausgestrahlt.
Obwohl sich keiner der Juroren während des Auftritts von Hildegard Gutt umdrehte, entschied das Coachduo BossHoss entgegen den gängigen Regeln, ihr eine Wildcard zu geben, um sie ins Team aufzunehmen. Folgende Kandidaten erhielten alle vier Jurystimmen: Walter Golczyk, Gabriele Treftz, Fritz Bliesener, Dan Lucas, Wolfgang Schorer, Geff Harrison und Michael Dixon. Von diesen 7 entschieden sich vier für Sasha, zwei für Yvonne und einer für BossHoss.
| Auftritt | Sänger/in               | Alter | Song                              | Coach-Entscheidung          | Coach-Entscheidung          | Coach-Entscheidung          | Coach-Entscheidung          |
| Auftritt | Sänger/in               | Alter | Song                              | Mark                        | The BossHoss                | Yvonne                      | Sasha                       |
| -------- | ----------------------- | ----- | --------------------------------- | --------------------------- | --------------------------- | --------------------------- | --------------------------- |
| 1        | Walter Golczyk          | 75    | Hard to Handle                    | Grünes Häkchensymbol für ja | Grünes Häkchensymbol für ja | Grünes Häkchensymbol für ja | Grünes Häkchensymbol für ja |
| 2        | Gabriele Treftz         | 78    | Für mich soll’s rote Rosen regnen | Grünes Häkchensymbol für ja | Grünes Häkchensymbol für ja | Grünes Häkchensymbol für ja | Grünes Häkchensymbol für ja |
| 3        | Steffen Martin          | 64    | Junge                             | Grünes Häkchensymbol für ja | Grünes Häkchensymbol für ja | —                           | Grünes Häkchensymbol für ja |
| 4        | Nicolasa Antiquera-Mall | 61    | One More Light                    | —                           | —                           | —                           | —                           |
| 5        | Fritz Bliesener         | 80    | ’O sole mio                       | Grünes Häkchensymbol für ja | Grünes Häkchensymbol für ja | Grünes Häkchensymbol für ja | Grünes Häkchensymbol für ja |
| 6        | Janice Harrington       | 76    | Honky Tonk Women                  | Grünes Häkchensymbol für ja | Grünes Häkchensymbol für ja | Grünes Häkchensymbol für ja | —                           |
| 7        | Matteo Comis            | 62    | You to Me Are Everything          | Grünes Häkchensymbol für ja | Grünes Häkchensymbol für ja | —                           | —                           |
| 8        | Giselle Rommel          | 77    | Ich liebe das Leben               | Grünes Häkchensymbol für ja | Grünes Häkchensymbol für ja | —                           | —                           |
| 9        | Thomas 'Thommy' Klemt   | 74    | Blue Suede Shoes                  | —                           | —                           | —                           | —                           |
| 10       | Heike Grammbitter       | 63    | Will You Still Love Me Tomorrow   | Grünes Häkchensymbol für ja | Grünes Häkchensymbol für ja | Grünes Häkchensymbol für ja | —                           |
| 11       | Dan Lucas               | 64    | You’re the Voice                  | Grünes Häkchensymbol für ja | Grünes Häkchensymbol für ja | Grünes Häkchensymbol für ja | Grünes Häkchensymbol für ja |

| Auftritt | Sänger/in            | Alter | Song                      | Coach-Entscheidung          | Coach-Entscheidung          | Coach-Entscheidung          | Coach-Entscheidung          |
| Auftritt | Sänger/in            | Alter | Song                      | Mark                        | The BossHoss                | Yvonne                      | Sasha                       |
| -------- | -------------------- | ----- | ------------------------- | --------------------------- | --------------------------- | --------------------------- | --------------------------- |
| 1        | Wolfgang Schorer     | 61    | Born to Be Wild           | Grünes Häkchensymbol für ja | Grünes Häkchensymbol für ja | Grünes Häkchensymbol für ja | Grünes Häkchensymbol für ja |
| 2        | Eduardo Villegas     | 65    | Fragile                   | Grünes Häkchensymbol für ja | —                           | Grünes Häkchensymbol für ja | —                           |
| 3        | Birgit Rüssmann      | 66    | No No Never               | —                           | —                           | —                           | —                           |
| 4        | Geff Harrison        | 71    | A Whiter Shade of Pale    | Grünes Häkchensymbol für ja | Grünes Häkchensymbol für ja | Grünes Häkchensymbol für ja | Grünes Häkchensymbol für ja |
| 5        | Joerg Kemp           | 64    | Still                     | Grünes Häkchensymbol für ja | Grünes Häkchensymbol für ja | —                           | —                           |
| 6        | Willi Stein          | 68    | Maria                     | Grünes Häkchensymbol für ja | Grünes Häkchensymbol für ja | —                           | —                           |
| 7        | Barbara Parzeczewski | 65    | Walking by Myself         | —                           | Grünes Häkchensymbol für ja | —                           | Grünes Häkchensymbol für ja |
| 8        | Charles Duncan       | 78    | That’s Life               | Grünes Häkchensymbol für ja | —                           | —                           | —                           |
| 9        | Anna Greene Dell’Era | 61    | Rise Up                   | Grünes Häkchensymbol für ja | Grünes Häkchensymbol für ja | Grünes Häkchensymbol für ja | —                           |
| 10       | Christian Herden     | 63    | Hier spricht dein Herz    | —                           | —                           | —                           | —                           |
| 11       | Elvira Slawinski     | 68    | Ich will keine Schokolade | Grünes Häkchensymbol für ja | —                           | —                           | —                           |
| 12       | Michael Dixon        | 68    | A House Is Not a Home     | Grünes Häkchensymbol für ja | Grünes Häkchensymbol für ja | Grünes Häkchensymbol für ja | Grünes Häkchensymbol für ja |
| 13       | Hildegard Gutt       | 80    | Adieu                     | —                           | —                           | —                           | —                           |

## Zweite Phase: Die Sing Offs
Die Sing Offs wurden am 5. September 2018 im Berliner Studio Adlershof aufgezeichnet und als dritte Folge am 30. Dezember 2018 ausgestrahlt. Im Sing Off trug jeder der 20 verbliebenen Teilnehmer ein Lied vor; jeder Coach wählte zwei seiner fünf Kandidaten für das Finale aus.
| Auftritt      | Sänger/in            | Alter      | Song                                  | Coach-Entscheidung          |
| Team Sasha    | Team Sasha           | Team Sasha | Team Sasha                            | Team Sasha                  |
| ------------- | -------------------- | ---------- | ------------------------------------- | --------------------------- |
| 1             | Dan Lucas            | 64         | Don’t Stop Believin’                  | Grünes Häkchensymbol für ja |
| 2             | Barbara Parzeczewski | 65         | Proud Mary                            | —                           |
| 3             | Michael Dixon        | 68         | What the World Needs Now Is Love      | —                           |
| 4             | Walter Golczyk       | 75         | Roll Over Beethoven                   | —                           |
| 5             | Gabriele Treftz      | 78         | Für immer                             | Grünes Häkchensymbol für ja |
| Team Yvonne   |                      |            |                                       |                             |
| 6             | Eduardo Villegas     | 65         | Corazón Espinado                      | —                           |
| 7             | Janice Harrington    | 76         | Hound Dog                             | Grünes Häkchensymbol für ja |
| 8             | Geff Harrison        | 71         | The First Cut Is the Deepest          | —                           |
| 9             | Anna Greene Dell’Era | 61         | We Don’t Have to Take Our Clothes Off | —                           |
| 10            | Fritz Bliesener      | 80         | Il Mare Calmo della Sera              | Grünes Häkchensymbol für ja |
| Team Mark     |                      |            |                                       |                             |
| 11            | Elvira Slawinski     | 68         | Morgens immer müde                    | —                           |
| 12            | Charles Duncan       | 78         | Make You Feel My Love                 | —                           |
| 13            | Joerg Kemp           | 64         | Auf anderen Wegen                     | Grünes Häkchensymbol für ja |
| 14            | Giselle Rommel       | 77         | Musik liegt in der Luft               | Grünes Häkchensymbol für ja |
| 15            | Matteo Comis         | 62         | It’s Not Unusual                      | —                           |
| Team BossHoss |                      |            |                                       |                             |
| 16            | Hildegard Gutt       | 80         | Eins und eins, das macht zwei         | —                           |
| 17            | Steffen Martin       | 64         | Du schreibst Geschichte               | —                           |
| 18            | Heike Grammbitter    | 63         | Oh! Darling                           | —                           |
| 19            | Willi Stein          | 68         | Torna a Surriento                     | Grünes Häkchensymbol für ja |
| 20            | Wolfgang Schorer     | 61         | Smoke on the Water                    | Grünes Häkchensymbol für ja |

## Dritte Phase: Das Finale
Die Bühnenauftritte des Finales wurden am 1. Dezember 2018 in Berlin aufgezeichnet und am 4. Januar 2019 ausgestrahlt. Nur die Verkündung der Zuschauerentscheidung per Televoting wurde live übertragen, jedoch in einem kleineren Studio ohne Anwesenheit der Coaches und des Publikums.
Der Sieger der ersten Staffel von The Voice Senior wurde Dan Lucas aus dem Team Sasha.
| Sänger/in         | Alter       | 1. Runde Song                    | Coach-Entscheidung          | 2. Runde Song      | Zuschauer-Entscheidung | Rang        |  |
| Team Yvonne       | Team Yvonne | Team Yvonne                      | Team Yvonne                 | Team Yvonne        | Team Yvonne            | Team Yvonne |  |
| ----------------- | ----------- | -------------------------------- | --------------------------- | ------------------ | ---------------------- | ----------- |  |
| Janice Harrington | 76          | Put a Little Love in Your Heart  | —                           |                    |                        |             |  |
| Fritz Bliesener   | 80          | The Prayer                       | Grünes Häkchensymbol für ja | Caruso             | 17,0 %                 | 2. Platz    |  |
| Team Mark         |             |                                  |                             |                    |                        |             |  |
| Giselle Rommel    | 77          | Ich glaub, ´ne Dame werd ich nie | —                           |                    |                        |             |  |
| Joerg Kemp        | 64          | Eiserner Steg                    | Grünes Häkchensymbol für ja | In meinem Leben    | 06,5 %                 | 3. Platz    |  |
| Team BossHoss     |             |                                  |                             |                    |                        |             |  |
| Wolfgang Schorer  | 61          | Highway to Hell                  | —                           |                    |                        |             |  |
| Willi Stein       | 68          | The Impossible Dream (The Quest) | Grünes Häkchensymbol für ja | One Moment in Time | 06,0 %                 | 4. Platz    |  |
| Team Sasha        |             |                                  |                             |                    |                        |             |  |
| Gabriele Treftz   | 78          | Lili Marleen                     | —                           |                    |                        |             |  |
| Dan Lucas         | 64          | Alone                            | Grünes Häkchensymbol für ja | Help!              | 70,0 %                 | 1. Platz    |  |

## Einschaltquoten
| Folge | Sendung         | Datum         | Zuschauer | Zuschauer       | Marktanteil | Marktanteil     | Quelle |
| Folge | Sendung         | Datum         | Gesamt    | 14 bis 49 Jahre | Gesamt      | 14 bis 49 Jahre | Quelle |
| ----- | --------------- | ------------- | --------- | --------------- | ----------- | --------------- | ------ |
| 01    | Blind Auditions | 23. Dez. 2018 | 3,13 Mio. | 1,42 Mio.       | 9,9 %       | 13,1 %          | [ 7 ]  |
| 02    | Blind Auditions | 28. Dez. 2018 | 2,16 Mio. | 0,90 Mio.       | 7,6 %       | 10,6 %          | [ 8 ]  |
| 03    | Sing Offs       | 30. Dez. 2018 | 2,30 Mio. | 0,92 Mio.       | 7,5 %       | 9,2 %           | [ 9 ]  |
| 04    | Finale          | 4. Jan. 2019  | 2,20 Mio. | 0,81 Mio.       | 7,8 %       | 9,7 %           | [ 10 ] |